# Indywidualne Mistrzostwa Australii na Żużlu 2009
Indywidualne Mistrzostwa Australii 2009

## Zasady
Podczas mistrzostw rozegrane zostaną trzy rundy – w Newcastle, Mildurze i Adelaide. Zawody będą rozgrywane według tradycyjnej, 20-biegowej tabeli. Trzech najlepszych zawodników fazy zasadniczej awansuje bezpośrednio do finału. Stawkę finalistów uzupełni zwycięzca półfinału, w którym pojadą jeźdźcy z miejsc 4-7. Mistrzem Australii zostanie żużlowiec, który w trzech rundach zgromadzi najwięcej punktów (za każde miejsce będzie określona liczba pkt). Tytułu broni Chris Holder z Nowej Południowej Walii.
| 1. 20 pkt | 2. 18 pkt | 3. 17 pkt | 4. 16 pkt  | 5. 15 pkt | 6. 14 pkt |
| 7. 13 pkt | 8. 12 pkt | 9. 11 pkt | 10. 10 pkt | 11. 9 pkt | 12. 7 pkt |
| 13. 6 pkt | 14. 4 pkt | 15. 3 pkt | 16. 2 pkt  | 17. 0 pkt | 18. 0 pkt |

## Zawodnicy
W kwalifikacjach pojadą:

Arlo Bugeja, Mitchell Davey, Tom Hedley, Jay Herne, Lee Herne, James Holder, Sam Masters, Michael Penfold, Justin Sedgmen, Ryan Sedgmen, Hugh Skidmore, Kurt Shields, Kozza Smith, Aaron Summers, Richard Sweetman i Darcy Ward. Rezerwowi: Alex Davies, Todd Kurtz, Taylor Poole i Jake Anderson
Zawodnicy rozstawieni w mistrzostwach:

Leigh Adams, Troy Batchelor, Jason Doyle, Cory Gathercole, Josh Grajczonek, Chris Holder, Tyron Proctor,
Rory Schlein, Davey Watt i Cameron Woodward.

## Terminarz
Terminarz IM Australii:
- 2 stycznia (piątek) – kwalifikacja w Gosford
- 3 stycznia (sobota) – 1 runda w Newcastle
- 7 stycznia (środa) – 2 runda w Mildurze
- 10 stycznia (sobota) – 3 runda w Adelajda

## Wyniki

### Runda kwalifikacyjna
Zwycięstwem Kozzy Smitha zakończył się piątkowy turniej kwalifikacyjny Indywidualnych Mistrzostw Australii w Gosford. Pozostałe miejsca na podium zajęli Aaron Summers i Darcy Ward. Awans do mistrzostw uzyskali też Jay Herne, Justin Sedgmen i Lee Herne
- 2 stycznia 2009 r. (piątek),  Gosford

| Msc. | Zawodnik              | Stan                  | Pkt |             |  |
| ---- | --------------------- | --------------------- | --- | ----------- |  |
| 1    | (4) Kozza Smith       | Nowa Południowa Walia | 14  | (3,3,3,2,3) |  |
| 2    | (13) Aaron Summers    | Australia Południowa  | 13  | (3,3,1,3,3) |  |
| 3    | (7) Darcy Ward        | Queensland            | 12  | (3,3,2,3,1) |  |
| 4    | (16) Jay Herne        | Nowa Południowa Walia | 11  | (2,2,3,1,3) |  |
| 5    | (8) Justin Sedgmen    | Wiktoria              | 11  | (3,2,1,2,3) |  |
| 6    | (3) Lee Herne         | Nowa Południowa Walia | 10  | (2,2,2,3,1) |  |
| 7    | (15) James Holder     | Nowa Południowa Walia | 9   | (1,0,3,3,2) |  |
| 8    | (2) Hugh Skidmore     | Nowa Południowa Walia | 8   | (1,3,1,1,2) |  |
| 9    | (9) Sam Masters       | Nowa Południowa Walia | 7   | (3,2,1,1,0) |  |
| 10   | (14) Arlo Bugeja      | Australia Południowa  | 6   | (0,2,0,2,2) |  |
| 11   | (11) Richard Sweetman | Nowa Południowa Walia | 6   | (2,1,2,0,1) |  |
| 12   | (10) Michael Penfold  | Nowa Południowa Walia | 5   | (1,1,0,2,1) |  |
| 13   | (6) Ryan Sedgmen      | Wiktoria              | 2   | (0,0,0,0,2) |  |
| 14   | (12) Mitchell Davey   | Queensland            | 2   | (0,0,2,0,0) |  |
| 15   | (5) Kurt Shields      | Nowa Południowa Walia | 2   | (1,1,0,0,0) |  |
| 16   | (1) Jake Anderson     | Wiktoria              | 2   | (0,0,1,1,0) |  |
|      | Tom Hedley            | Wiktoria              |     |             |  |

Uwaga! Jake Anderson zastąpił Toma Hedleya

### Rundy finałowe

#### (1) Newcastle
Zwycięstwem Leigha Adamsa zakończyła się rozegrana na torze w Newcastle pierwsza runda Indywidualnych Mistrzostw Australii. Zawodnik reprezentujący w polskiej lidze barwy Unii Leszno w biegu finałowym pokonał Rory’ego Schleina, Chrisa Holdera i Jasona Doyle’a.
Tor w Newcastle ma 440 metrów długości i w związku z tym zawodnicy ścigali się na dystansie trzech okrążeń. Wyjątkiem był bieg finałowy, kiedy odjechano cztery „kółka”.
- 3 stycznia 2009 r. (sobota),  Newcastle

| Msc. | Zawodnik             | Stan                  | Pkt    |             |  |
| ---- | -------------------- | --------------------- | ------ | ----------- |  |
| 1    | (5) Leigh Adams      | Wiktoria              | 15+3   | (3,3,3,3,3) |  |
| 2    | (10) Rory Schlein    | Terytorium Północne   | 12+2   | (3,3,3,0,3) |  |
| 3    | (16) Chris Holder    | Nowa Południowa Walia | 11+3+1 | (3,2,3,2,1) |  |
| 4    | (7) Jason Doyle      | Nowa Południowa Walia | 12+0   | (2,3,2,3,2) |  |
| 5    | (9) Cameron Woodward | Wiktoria              | 11+2   | (1,1,3,3,3) |  |
| 6    | (1) Tyron Proctor    | Wiktoria              | 7+1    | (3,2,0,0,2) |  |
| 7    | (11) Davey Watt      | Queensland            | 10+0   | (2,2,2,2,2) |  |
| 8    | (3) Cory Gathercole  | Wiktoria              | 7      | (1,0,2,1,3) |  |
| 9    | (13) Jay Herne       | Nowa Południowa Walia | 6      | (d,0,1,3,2) |  |
| 10   | (12) Troy Batchelor  | Queensland            | 6      | (0,3,2,1,d) |  |
| 11   | (14) Lee Herne       | Nowa Południowa Walia | 6      | (2,1,0,2,1) |  |
| 12   | (2) Kozza Smith      | Nowa Południowa Walia | 5      | (2,2,1,w,0) |  |
| 13   | (6) Darcy Ward       | Queensland            | 5      | (1,0,1,2,1) |  |
| 14   | (15) Josh Grajczonek | Queensland            | 4      | (1,1,0,1,1) |  |
| 15   | (8) Justin Sedgmen   | Wiktoria              | 3      | (0,1,1,1,0) |  |
| 16   | (4) Aaron Summers    | Australia Południowa  | 0      | (0,0,0,0,0) |  |
|      | rez. James Holder    | Nowa Południowa Walia | ns     |             |  |
|      | rez. Hugh Skidmore   | Nowa Południowa Walia | ns     |             |  |

Bieg bo biegu
1. Proctor, Smith, Gathercole, Summers
2. Adams, Doyle, Ward, Sedgmen
3. Schlein Watt, Woodward, Batchelor
4. Ch. Holder, L. Herne, Grajczonek, J. Herne (d)
5. Adams, Proctor, Woodward, J. Herne
6. Schlein, Smith, L. Herne, Ward
7. Doyle, Watt, Grajczonek, Gathercole
8. Batchelor, Ch. Holder, Sedgmen, Summers
9. Ch. Holder, Watt, Ward, Proctor
10. Adams, Batchelor, Smith, Grajczonek
11. Woodward, Gathercole, Sedgmen, L. Herne
12. Schlein, Doyle, J. Herne, Summers
13. Doyle, L. Herne, Batchelor, Proctor
14. J.Herne, Watt, Sedgmen, Smith (u/w)
15. Adams, Holder, Gathercole, Schlein
16. Woodward, Ward, Grajczonek, Summers
17. Schlein, Proctor, Grajczonek, Sedgmen
18. Woodward, Doyle, Ch. Holder, Smith
19. Gathercole, J. Herne, Ward, Batchelor
20. Adams, Watt, L. Herne, Summers
21. Baraż: (zwycięzca barażu pojedzie również w finale A) Ch. Holder, Woodward, Proctor, Watt
22. Finał: Adams, Schlein, Ch. Holder, Doyle

#### (2) Mildura
Leigh Adams z kompletem punktów wygrał drugą rundę Indywidualnych Mistrzostw Australii w Mildurze. Kolejne miejsca na podium zajęli Chris Holder i Troy Batchelor. Leigh Adams podobnie jak w Newcastle nie miał sobie równych i odniósł sześć biegowych zwycięstw. Chris Holder po raz drugi do finału A awansował, wygrywając bieg barażowy (finał B). Druga lokata w Mildurze pozwoliła Holderowi awansować na drugą pozycję w klasyfikacji generalnej. W „generalce” prowadzi Adams. Podczas ostatniej rundy mistrzostw w Adelaide Adamsowi wystarczy czwarte miejsce by przypieczętować dziesiąty w karierze tytuł IM Australii.
Biorący udział w finale zawodów – Jason Doyle upadł na tor i został przewieziony do pobliskiego szpitala. Żużlowiec przeszedł rutynowe badania i lekarze dokonali prześwietlenia ramienia Jasona. Według pierwszych raportów on nie doznał żadnych poważniejszych obrażeń i wiele wskazuje na to, że weźmie udział w ostatniej już rundzie IMA, która rozegrana zostanie 10 stycznia. Po kolejnych dokładnych badaniach lekarze stwierdzili, iż „Doyley” uszkodził ścięgno i mięśnie w lewym ramieniu. W efekcie sympatycznego zawodnika nie zobaczymy w trzeciej rundzie IMA, która rozegrana zostanie w Adelaide. Oznacza to także koniec marzeń Doyle’a o miejscu na podium. Po dwóch rundach Doyle zajmował czwarte miejsce w klasyfikacji generalnej mistrzostw (32 punkty) i tracił tylko „jedno oczko” do trzeciego Rory Schleina.
- 7 stycznia 2009 r. (środa),  Mildura

| Msc. | Zawodnik           | Klub                  | Pkt    |             |  |
| ---- | ------------------ | --------------------- | ------ | ----------- |  |
| 1    | Leigh Adams        | Wiktoria              | 15+3   | (3,3,3,3,3) |  |
| 2    | Chris Holder       | Nowa Południowa Walia | 11+3+2 | (1,2,3,2,3) |  |
| 3    | Troy Batchelor     | Queensland            | 12+1   | (2,2,3,2,3) |  |
| 4    | Jason Doyle        | Nowa Południowa Walia | 12+w   | (3,3,2,2,2) |  |
| 5    | Rory Schlein       | Terytorium Północne   | 11+2   | (3,1,2,3,2) |  |
| 6    | Davey Watt         | Queensland            | 11+1   | (2,3,0,3,3) |  |
| 7    | Cameron Woodward   | Wiktoria              | 10+w   | (3,3,1,3,0) |  |
| 8    | Tyron Proctor      | Wiktoria              | 8      | (0,2,3,2,1) |  |
| 9    | Darcy Ward         | Queensland            | 8      | (2,2,1,1,2) |  |
| 10   | Kozza Smith        | Nowa Południowa Walia | 6      | (1,1,2,1,1) |  |
| 11   | Justin Sedgmen     | Wiktoria              | 4      | (2,1,0,1,0) |  |
| 12   | Josh Grajczonek    | Queensland            | 3      | (0,0,1,0,2) |  |
| 13   | Jay Herne          | Nowa Południowa Walia | 3      | (0,w,2,d,1) |  |
| 14   | Aaron Summers      | Australia Południowa  | 3      | (1,1,1,0,0) |  |
| 15   | Lee Herne          | Nowa Południowa Walia | 2      | (0,0,0,1,1) |  |
| 16   | Cory Gathercole    | Wiktoria              | 1      | (1,0,0,-,w) |  |
|      | rez. James Holder  | Nowa Południowa Walia | 0      | (0)         |  |
|      | rez. Hugh Skidmore | Nowa Południowa Walia | ns     |             |  |

Bieg po biegu:
1. Adams, Batchelor, Ch. Holder, Proctor
2. Doyle, Watt, Smith, J. Herne
3. Schlein, Sedgmen, Gathercole, L. Herne
4. Woodward, Ward, Summers, Grajczonek
5. Woodward, Ch. Holder, J. Sedgmen, J. Herne (w/u)
6. Doyle, Proctor, Schlein, Grajczonek
7. Watt, Batchelor, Summers, Gathercole
8. Adams, Ward, Smith, L. Herne
9. Ch. Holder, Doyle, Ward, Gathercole
10. Proctor, J. Herne, Summers, L. Herne
11. Batchelor, Smith, Grajczonek, Sedgmen
12. Adams, Schlein, Woodward, Watt
13. Watt, Ch. Holder, L. Herne, Grajczonek
14. Woodward, Proctor, Smith, J. Holder / James Holder zastąpił Cory’ego Gathercole’a
15. Schlein, Batchelor, Ward, J. Herne (d)
16. Adams, Doyle, Sedgmen, Summers
17. Ch. Holder, Schlein, Smith, Summers
18. Watt, Ward, Proctor, Sedgmen
19. Batchelor, Doyle, L. Herne, Woodward
20. Adams, Grajczonek, J. Herne, Gathercole (w/u)
21. Baraż: (zwycięzca barażu pojedzie również w finale) Ch. Holder, Schlein, Watt, Woodward (w/u)
22. Finał: Adams, Ch. Holder, Batchelor, Doyle (w/u)

#### (3) Adelajda
10 stycznia w Adelaide rozegrana została trzecia, ostatnia runda Indywidualnych Mistrzostw Australii. W zawodach zwyciężył Leigh Adams, który tym samym zapewnił sobie dziesiąty tytuł w karierze. Drugi w turnieju był Troy Batchelor, a na trzeciej pozycji sklasyfikowany został Chris Holder, który zdobył srebrny medal. Na najniższym stopniu podium stanął Rory Schlein. W wielkim finale wystartował również Davey Watt, który w klasyfikacji generalnej zajął czwartą pozycję.
Dobry występ w Adelajdzie zaliczył najmłodszy turnieju 16-letni Darcy Ward. W turnieju nie wystartował kontuzjowany Jason Doyle, który po dwóch rundach zajmował czwarte miejsce.
- 10 stycznia 2009 r. (sobota),  Adelaide – stadion Gillman

| Msc. | Zawodnik         | Klub                  | Pkt    |             |  |
| ---- | ---------------- | --------------------- | ------ | ----------- |  |
| 1    | Leigh Adams      | Wiktoria              | 15+3   | (3,3,3,3,3) |  |
| 2    | Troy Batchelor   | Queensland            | 10+3+2 | (1,2,2,2,3) |  |
| 3    | Chris Holder     | Nowa Południowa Walia | 13+1   | (3,2,3,3,2) |  |
| 4    | Davey Watt       | Queensland            | 12+0   | (2,3,1,3,3) |  |
| 5    | Rory Schlein     | Terytorium Północne   | 11+2   | (3,2,2,2,2) |  |
| 6    | Darcy Ward       | Queensland            | 11+1   | (3,1,3,1,3) |  |
| 7    | Cameron Woodward | Wiktoria              | 9+0    | (2,3,3,0,1) |  |
| 8    | Cory Gathercole  | Wiktoria              | 9      | (2,3,1,2,1) |  |
| 9    | Tyron Proctor    | Wiktoria              | 6      | (w,0,2,3,1) |  |
| 10   | Kozza Smith      | Nowa Południowa Walia | 5      | (1,0,2,2,0) |  |
| 11   | Aaron Summers    | Australia Południowa  | 5      | (1,1,0,1,2) |  |
| 12   | Josh Grajczonek  | Queensland            | 5      | (2,1,0,1,1) |  |
| 13   | Justin Sedgmen   | Wiktoria              | 5      | (1,0,1,1,2) |  |
| 14   | James Holder     | Nowa Południowa Walia | 3      | (0,2,1,0,0) |  |
| 15   | Jay Herne        | Nowa Południowa Walia | 1      | (0,1,w,0,-) |  |
| 16   | Lee Herne        | Nowa Południowa Walia | 0      | (0,0,0,w,0) |  |
|      | rez. Arlo Bugeja | Australia Południowa  | 0      | (0)         |  |
|      | Jason Doyle      | Nowa Południowa Walia |        |             |  |

Uwaga!: James Holder zastąpił kontuzjowanego Jasona Doyle’a
Bieg po biegu:
1. Schlein, Watt, Smith, L. Herne
2. Ward, Gathercole, Batchelor, J. Holder
3. Ch. Holder, Woodward, Summers, J. Herne
4. Adams, Grajczonek, J. Sedgmen, Proctor (u/w)
5. Watt, Ch. Holder, Ward, Proctor
6. Woodward, Batchelor, Grajczonek, Smith
7. Gathercole, Schlein, Summers, J. Sedgmen
8. Adams, J. Holder, J. Herne, L. Herne
9. Adams, Batchelor, Watt, Summers
10. Ward, Smith, J. Sedgmen, J. Herne (u/w)
11. Ch. Holder, Schlein, J. Holder, Grajczonek
12. Woodward, Proctor, Gathercole, L. Herne
13. Watt, Gathercole, Grajczonek, J. Herne
14. Proctor, Smith, Summers, J. Holder
15. Adams, Schlein, Ward, Woodward
16. Ch. Holder, Batchelor, J. Sedgmen, L. Herne (w/u)
17. Watt, J. Sedgmen, Woodward, J. Holder
18. Adams, Ch. Holder, Gathercole, Smith
19. Batchelor, Schlein, Proctor, Bugeja / Arlo Bugeja zastąpił Lee Herne
20. Ward, Summers, Grajczonek, L. Herne
21. Baraż: (zwycięzca barażu pojedzie również w finale): Batchelor, Schlein, Ward, Woodward
22. Finał: Adams, Batchelor, C. Holder, Watt

### Tabela punktowa
Warto dodać, iż zgodnie z regulaminem trójka najlepszych zawodników IMA nominowana jest do udziału w kwalifikacjach do cyklu Grand Prix 2010. Jako że Leigh Adams jest już stałym uczestnikiem cyklu, nominację otrzyma czwarty w IMA – Troy Batchelor.
| Msc. | Zawodnik         | Klub                  | Pkt |              |  |
| ---- | ---------------- | --------------------- | --- | ------------ |  |
| 1    | Leigh Adams      | Wiktoria              | 60  | (20, 20, 20) |  |
| 2    | Chris Holder     | Nowa Południowa Walia | 52  | (17, 18, 17) |  |
| 3    | Rory Schlein     | Terytorium Północne   | 48  | (18, 15, 15) |  |
| 4    | Troy Batchelor   | Queensland            | 45  | (10, 17, 18) |  |
| 5    | Davey Watt       | Queensland            | 43  | (13, 14, 16) |  |
| 6    | Cameron Woodward | Wiktoria              | 41  | (15, 13, 13) |  |
| 7    | Tyron Proctor    | Wiktoria              | 37  | (14, 12, 11) |  |
| 8    | Jason Doyle      | Nowa Południowa Walia | 32  | (16, 16, –)  |  |
| 9    | Darcy Ward       | Queensland            | 31  | (6, 11, 14)  |  |
| 10   | Kozza Smith      | Nowa Południowa Walia | 27  | (7, 10, 10)  |  |
| 11   | Cory Gathercole  | Wiktoria              | 26  | (12, 2, 12)  |  |
| 12   | Jay Herne        | Nowa Południowa Walia | 20  | (11, 6, 3)   |  |
| 13   | Justin Sedgmen   | Wiktoria              | 18  | (3, 9, 6)    |  |
| 14   | Josh Grajczonek  | Queensland            | 18  | (4, 7, 7)    |  |
| 15   | Aaron Summers    | Australia Południowa  | 15  | (2, 4, 9)    |  |
| 16   | Lee Herne        | Nowa Południowa Walia | 14  | (9, 3, 2)    |  |
| 17   | James Holder     | Nowa Południowa Walia | 4   | (ns, ns, 4)  |  |
| 18   | Arlo Bugeja      | Australia Południowa  | 0   | (–, –, 0)    |  |
| 19   | Hugh Skidmore    | Nowa Południowa Walia | 0   | (ns, ns, –)  |  |